# Domaniczky István
Domaniczky István (Vác, 1839. október 3. – Budapest, 1905. február 1.) honvéd ezredes, a Ferenc József-rend lovagja.

## Élete
A gimnázium négy alsó osztályát szülővárosában, a reáliskolát Budán végezte. A bécsi műegyetemen négy évig tanult; azután a kalocsai érsek főmérnökénél volt gyakorlaton, ahonnét 1859-ben a tüzérséghez állott. 1869 márciusában a honvédelmi minisztériumba rendelték be, ahol többféle alkalmazásban működött; főfoglalatossága azonban a hadműszaki ügyek tervezése és intézése volt. Számos szabályrendelet, utasítás, szabályzat és tankönyv szerkesztése, illetve ezeknél a közreműködés szintén reá bizatott, valamint a hadi műnyelv legtöbb kifejezését is ő tervezte. Külföldön utazva, Mexikó több vidékén huzamosabb ideig tartózkodott; az 1866-os olasz hadjáratban is részt vett. Az 1870-71. tanévben a pesti egyetemen a hadtudományok rendkívüli tanára volt. 1870-ben miniszteri titkár, 1883-ban tényleges szolgálatban honvéd-őrnagy, 1889. november 1-jén alezredes, 1892. november 1-jén ezredes lett.

## Munkái
Böngészetek a harcászat terén és A bécsi cs. kir. arzenál c. cikkei a Vasárnapi Ujságban (1862-63) jelentek meg; a Somogy c. hetilapba (1867-68) Döntő István álnév alatt politikai cikkeket és tárcákat írt; a Magyar Mérnök és Építész-Egylet Közlönyében (1869, Az elemi tüzértan műszavai, Töredékek a hátultöltő fegyverek lőszeréről, 1874. A méter-mértékű léptéknek bécsi mértékűre vagy megfordítva, való átváltoztatása), a Dárday-féle Közigazgatási Lapokban több értekezése s a Ludovika Akadémia Közlönyének minden évfolyamában hadtudományi cikkei jelentek meg.
- Elemi fegyvertan. Reitter munkája nyomán. Pest, 1871. (A legelső magyar fegyvertan)
- Utasítás a Werndl-rendszerű gyalogpuskának vizsgálására, átvételére s a csapatok puskaművesei általi kezelésére nézve. Uo. 1869
- A honvéd altiszt kézikönyve. Kivonat a m. kir. honvéd-gyalogság fontosabb szabályzataiból. Bpest, 1874
- Fegyvertan. Lankmayr Nándor után a m. kir. honvédelmi miniszter által elrendelt hivatalos fordítás. Uo. 1878-84. Öt füzet. (Névtelenül)
- Grundriss zur Schaffung eines österr.-ung. International-Rathes. Uo. 1879.
- Állami szertartások. Uo. 1880.
- Katonai értekezések. Uo. 1890.
- Katonai szótár. Német-magyar rész. A honvédelmi miniszter megbizásából. Uo. 1892. (Buzna Alajos, Szécsi Mór és Horváth Sándorral együtt.)